# 対パレスチナ暫定自治政府日本国政府代表事務所
対パレスチナ暫定自治政府日本国政府代表事務所（たいパレスチナざんていじちせいふにほんこくせいふだいひょうじむしょ、アラビア語: ممثلية اليابان لدى فلسطين、英語: Representative Office of Japan to Palestine）は、パレスチナ自治政府ヨルダン川西岸地区の政治都市ラーマッラー（ラマッラ／ラマッラー）に設置されている日本の在外公館。2022年10月より、中島洋一がパレスチナ関係担当大使と兼任する形で代表を務めている。
在イスラエル領事事務所としては、在ラマッラ領事事務所（ざいラマッラりょうじじむしょ、アラビア語: مكتب اليابان القنصلي في رام الله、英語: Consular Office of Japan in Ramallah）と呼ばれる。

## 沿革
- 1993年9月、史上初めてイスラエルとパレスチナ解放機構（PLO）の首脳が相互承認に合意して、暫定自治に関する原則宣言（オスロ合意）に署名する[2]
- 1994年5月、ガザ・ジェリコ先行自治協定（英語版）（カイロ協定）が署名され、パレスチナ暫定自治政府の設立が公式に認められる[2]
- 1998年7月、ガザ地区に日本の在ガザ出張駐在官事務所（アラビア語: مكتب اليابان القنصلي في غزة、英語: Consular Office of Japan in Gaza）が開設される[3]
- 2007年4月、日本の出張駐在官事務所が、西岸地区の政治都市かつ事実上の首都であるラーマッラーに移転する[3]
- 2012年5月、パレスチナ駐在の事務所長にパレスチナ関係担当大使の名称が付与される[4]
- 2014年7月、在ラマッラ出張駐在官事務所[注釈 2]が在ラマッラ領事事務所に改称される[5]

## 所在地
| 日本語     | ラーマッラー市アル＝マースィユーン地区東京通り15番地アブラージュ・ハウス8階 |
| アラビア語 | أبراج هاوس الطابق ٨، شارع طوكيو ١٥، حي الماصيون، رام الله                   |
| 英語       | Abraj House 8th Floor, 15 Tokyo Street, Al-Masyoun Quarter, Ramallah        |